# 32486 Leospohl
32486 Leospohl è un asteroide della fascia principale. Scoperto nel 2000, presenta un'orbita caratterizzata da un semiasse maggiore pari a 3,054002 UA e da un'eccentricità di 0,134049, inclinata di 12,118603° rispetto all'eclittica. Ha un diametro di 8,602 km.